# داون سويل
داون سويل (بالإنجليزية: Dawn Sowell)‏ هي منافسة ألعاب القوى أمريكية، ولدت في 27 مارس 1966.

## وصلات خارجية
- داون سويل على موقع الاتحاد الدولي لألعاب القوى (الإنجليزية)